# کانوسیتو، شهرستان سن میگل، نیومکزیکو
کانوسیتو (به انگلیسی: Canoncito) یک منطقهٔ مسکونی در ایالات متحده آمریکا است که در نیومکزیکو واقع شده‌است. کانوسیتو ۲٬۲۰۴٫۹۵ متر بالاتر از سطح دریا قرار دارد.